# Samu Péter
Samu Péter (Budapest, 2006. január 31. –) ifjúsági világ- és Európa bajnok magyar kajakozó.

## Sportpályafutása
A KSI-ben kezdett kajakozni 2016-ban, Agócs Mihály csoportjában. Később Barócsy Andrea, majd Tóth Petra lett az edzője. Első országos bajnoki címét 2018-ban szerezte MK2-ben.
Első nemzetközi versenye a 2021-es Racice-i ORV (Olimpiai Reménységek Versenye) volt, ahol K1 1000m-en ezüstérmet, K2 200m-en pedig aranyérmet nyert (Borbély Lászlóval).
A 2022-es válogatókon a szintén KSI-s Szakács Botonddal összeülve kivívták az ifjúsági EB-n és VB-n indulás jogát K2 1000 méteren. A Belgrád-i EB-n ezen a távon ezüstérmet, majd 2 hónappal később a Szeged-i VB-n már aranyérmet sikerült nyerniük.
2023-ban a válogatókon bekerült a négyesbe (vezérevezősként), valamint K2 500-on Hidvégi Zalánnal összeülve kivívták az EB-n és VB-n indulás jogát. A 2023-as Auronzo-i VB-ről mindkét szám aranyérmével térhetett haza, az EB-n K2 500m-en aranyat, K4 500m-en pedig ezüstöt nyertek.
2023-as teljesítményükért az éves Héraklész Gálán Hidvégi Zalánnal kiérdemelték az év sportolója címet ifjúsági korú egyéni sportágak férfi csapat kategóriájában.
2024-ben is folytatódott a sikersorozat: a júliusi Plovdiv-i VB-n mindkét számban magabiztosan győzött a magyar hajó.

2025-ben - elsőéves U23-as versenyzőként - is sikerült megtartania a válogatottságot. A Pitestiben rendezett EB-n ezüstérmet szerzett a négyes tagjaként (utolsó beülőben), majd 2 héttel később a Montemor-i VB-n már az aranyérmes négyest sztrókolta.

## Díjai, elismerései
- Az év legjobb utánpótláskorú sportolója (Héraklész) (2024)